# Saint George Peak
Saint George Peak är en bergstopp i Antarktis. Den ligger i Västantarktis. Argentina, Chile och Storbritannien gör anspråk på området. Toppen på Saint George Peak är 1 500 meter över havet, eller 1 041 meter över den omgivande terrängen. Bredden vid basen är 5,7 km.
Terrängen runt Saint George Peak är varierad. Havet är nära Saint George Peak åt sydväst. Trakten är obefolkad. Det finns inga samhällen i närheten.